# Effodeildin (2014)
W roku 2014 odbyła się 72. edycja Effodeildin – pierwszej ligi piłki nożnej Wysp Owczych. W rozgrywkach brało udział 10 klubów z całego archipelagu. Tytułu mistrzowskiego broniła drużyna HB Tórshavn, po raz dwudziesty drugi w swej historii, jednak musiała go oddać drużynie B36 Tórshavn. Od 2012 roku sponsorem tytularnym ligi jest rodzima firma Effo, produkująca oleje silnikowe oraz paliwa.
Spośród dziesięciu zespołów biorących udział w rozgrywkach dwie drużyny po końcu sezonu spadają do 1.deild – niższego poziomu rozgrywek na Wyspach Owczych. W roku 2014 były to: Skála ÍF oraz B68 Toftir.

## Uczestnicy
| Uczestnicy Effodeildin 2013                                                                                   | Uczestnicy Effodeildin 2013 | Uczestnicy Effodeildin 2013 | Uczestnicy Effodeildin 2013 |
| --- | --------------------------- | --------------------------- | --------------------------- |
| HB | HB Tórshavn                 | 1                           |                             |
| ÍF | ÍF Fuglafjørður             | 2                           |                             |
| B36 | B36 Tórshavn                | 3                           |                             |
| NSÍ | NSÍ Runavík                 | 4                           |                             |
| EBS | EB/Streymur                 | 5                           |                             |
| VÍK | Víkingur Gøta               | 6                           |                             |
| AB | AB Argir                    | 7                           |                             |
| KÍ | KÍ Klaksvík                 | 8                           |                             |
| Awans z 1. deild 2013                                                                                         |                             |                             |                             |
| B68 | B68 Toftir                  | 1                           |                             |
| SKÁ | Skála ÍF                    | 2                           |                             |
| Oznaczenia: - kolumna pierwsza – skróty nazw drużyn, - kolumna trzecia – miejsce zajęte w poprzednim sezonie. |                             |                             |                             |

## Rozgrywki

### Tabela
| Lp. | Drużyna         | M  | Z  | R  | P  | Bramki | Bramki | Różn. | Pkt | Uwagi                                       |
| --- | --------------- | -- | -- | -- | -- | ------ | ------ | ----- | --- | ------------------------------------------- |
| 1   | B36 Tórshavn    | 27 | 19 | 4  | 4  | 53     | 25     | +28   | 61  | Liga Mistrzów UEFA • I runda kwalifikacyjna |
| 2   | HB Tórshavn     | 27 | 18 | 6  | 3  | 59     | 20     | +39   | 60  | Liga Europy UEFA • I runda kwalifikacyjna1  |
| 3   | Víkingur Gøta   | 27 | 13 | 10 | 4  | 60     | 30     | +30   | 49  | Liga Europy UEFA • I runda kwalifikacyjna1  |
| 4   | NSÍ Runavík     | 27 | 12 | 4  | 11 | 53     | 42     | +11   | 40  | Liga Europy UEFA • I runda kwalifikacyjna1  |
| 5   | EB/Streymur     | 27 | 11 | 7  | 9  | 41     | 33     | +8    | 40  |                                             |
| 6   | KÍ Klaksvík     | 27 | 10 | 6  | 11 | 41     | 38     | +3    | 36  |                                             |
| 7   | ÍF Fuglafjørður | 27 | 7  | 7  | 13 | 36     | 52     | −16   | 28  |                                             |
| 8   | AB Argir        | 27 | 6  | 7  | 14 | 30     | 61     | −31   | 25  |                                             |
| 9   | Skála ÍF        | 27 | 3  | 8  | 16 | 19     | 54     | −35   | 17  | Spadek do 1. deild                          |
| 10  | B68 Toftir      | 27 | 4  | 5  | 18 | 23     | 60     | −37   | 17  | Spadek do 1. deild                          |

### Miejsca po danych kolejkach
| Drużyna / Kolejka |    |    |    |    |    |    |    |    |    |    |    |    |    |    |    |    |    |    |    |    |    |    |    |    |    |    |    |
| Drużyna / Kolejka | 1  | 2  | 3  | 4  | 5  | 6  | 7  | 8  | 9  | 10 | 11 | 12 | 13 | 14 | 15 | 16 | 17 | 18 | 19 | 20 | 21 | 22 | 23 | 24 | 25 | 26 | 27 |
| ----------------- | -- | -- | -- | -- | -- | -- | -- | -- | -- | -- | -- | -- | -- | -- | -- | -- | -- | -- | -- | -- | -- | -- | -- | -- | -- | -- | -- |
| B36 Tórshavn      | 2  | 3  | 3  | 4  | 2  | 1  | 1  | 1  | 1  | 1  | 1  | 1  | 1  | 1  | 1  | 1  | 1  | 1  | 1  | 1  | 1  | 1  | 1  | 1  | 1  | 1  | 1  |
| HB Tórshavn       | 5  | 4  | 2  | 3  | 1  | 2  | 2  | 2  | 2  | 2  | 2  | 2  | 2  | 2  | 2  | 2  | 2  | 2  | 2  | 2  | 2  | 2  | 2  | 2  | 2  | 2  | 2  |
| Víkingur Gøta     | 9  | 8  | 8  | 8  | 7  | 7  | 7  | 7  | 3  | 5  | 5  | 5  | 3  | 3  | 3  | 3  | 3  | 3  | 3  | 3  | 3  | 3  | 3  | 3  | 3  | 3  | 3  |
| NSÍ Runavík       | 4  | 1  | 1  | 1  | 3  | 4  | 4  | 5  | 6  | 3  | 3  | 3  | 4  | 4  | 5  | 5  | 5  | 5  | 5  | 5  | 5  | 5  | 5  | 4  | 4  | 4  | 4  |
| EB/Streymur       | 6  | 6  | 5  | 2  | 6  | 5  | 6  | 4  | 5  | 4  | 4  | 4  | 5  | 6  | 4  | 4  | 4  | 4  | 4  | 4  | 4  | 4  | 4  | 5  | 5  | 5  | 5  |
| KÍ Klaksvík       | 1  | 2  | 4  | 6  | 5  | 3  | 3  | 3  | 4  | 6  | 7  | 6  | 6  | 5  | 6  | 6  | 6  | 6  | 6  | 6  | 6  | 6  | 6  | 6  | 6  | 6  | 6  |
| ÍF Fuglafjørður   | 8  | 9  | 6  | 5  | 4  | 6  | 5  | 6  | 7  | 7  | 6  | 7  | 7  | 7  | 7  | 7  | 7  | 7  | 7  | 7  | 7  | 7  | 7  | 7  | 7  | 7  | 7  |
| AB Argir          | 3  | 5  | 7  | 7  | 8  | 8  | 9  | 10 | 9  | 9  | 9  | 9  | 9  | 8  | 8  | 8  | 8  | 8  | 8  | 8  | 8  | 8  | 8  | 8  | 8  | 8  | 8  |
| Skála ÍF          | 10 | 10 | 10 | 10 | 9  | 10 | 10 | 9  | 10 | 10 | 10 | 10 | 10 | 10 | 10 | 9  | 9  | 9  | 9  | 9  | 9  | 10 | 10 | 10 | 10 | 10 | 9  |
| B68 Toftir        | 7  | 7  | 9  | 9  | 10 | 9  | 8  | 8  | 8  | 8  | 8  | 8  | 8  | 9  | 9  | 10 | 10 | 10 | 10 | 10 | 10 | 9  | 9  | 9  | 9  | 9  | 10 |

## Wyniki spotkań

### Regularne spotkania
| Gospodarz \ Gość | AB  | B36 | B68 | EBS | HB  | ÍF  | KÍ  | NSÍ | SKÁ | VÍK |
| AB Argir         |     | 1:2 | 3:2 | 2:2 | 0:3 | 2:0 | 1:1 | 0:7 | 1:1 | 0:3 |
| B36 Tórshavn     | 1:1 |     | 3:0 | 3:1 | 1:1 | 1:0 | 2:1 | 1:0 | 2:0 | 2:2 |
| B68 Toftir       | 3:2 | 2:4 |     | 1:1 | 0:4 | 1:1 | 5:3 | 0:2 | 0:0 | 1:3 |
| EB/Streymur      | 5:0 | 1:0 | 3:0 |     | 1:1 | 1:2 | 3:1 | 0:0 | 3:0 | 2:3 |
| HB Tórshavn      | 1:2 | 2:2 | 6:0 | 1:2 |     | 3:1 | 2:0 | 4:1 | 2:0 | 2:2 |
| ÍF Fuglafjørður  | 1:4 | 2:5 | 3:0 | 3:0 | 2:2 |     | 1:3 | 2:1 | 1:0 | 2:2 |
| KÍ Klaksvík      | 4:1 | 1:3 | 0:0 | 3:1 | 1:2 | 4:0 |     | 2:2 | 1:0 | 1:0 |
| NSÍ Runavík      | 3:0 | 0:1 | 1:0 | 1:2 | 1:2 | 2:2 | 1:1 |     | 6:1 | 0:2 |
| Skála ÍF         | 0:0 | 0:3 | 1:0 | 1:1 | 0:1 | 2:2 | 2:0 | 1:5 |     | 1:1 |
| Víkingur Gøta    | 0:2 | 1:2 | 1:0 | 1:1 | 0:0 | 1:1 | 1:1 | 3:0 | 5:0 |     |

Aktualne na 28 lutego 2015. Źródło: FaroeSoccer.com
Objaśnienia:
1Drużyna gospodarzy jest wymieniona po lewej stronie tabeli.
Kolory: zielony – zwycięstwo gospodarzy, żółty – remis, różowy – zwycięstwo gości.

### Dodatkowe spotkania
| Gospodarz \ Gość | AB  | B36 | B68 | EBS | HB  | ÍF  | KÍ  | NSÍ | SKÁ | VÍK |
| AB Argir         |     | 0:3 |     | 0:0 | 1:3 |     |     |     | 1:2 |     |
| B36 Tórshavn     |     |     |     | 1:0 | 1:2 |     | 0:1 |     | 2:0 | 0:2 |
| B68 Toftir       | 1:2 | 1:3 |     | 0:3 |     |     | 1:0 |     |     |     |
| EB/Streymur      |     |     |     |     | 0:3 |     | 2:0 | 0:2 | 3:1 | 1:3 |
| HB Tórshavn      |     |     | 3:0 |     |     | 2:0 |     | 3:0 | 2:0 | 2:1 |
| ÍF Fuglafjørður  | 3:0 | 1:2 | 1:2 | 0:2 |     |     | 1:1 |     |     |     |
| KÍ Klaksvík      | 5:1 |     |     |     | 1:0 |     |     |     | 3:0 | 2:4 |
| NSÍ Runavík      | 5:1 | 2:3 | 3:1 |     |     | 4:2 | 2:0 |     |     |     |
| Skála ÍF         |     |     | 1:1 |     |     | 0:2 |     | 2:3 |     | 3:3 |
| Víkingur Gøta    | 2:2 |     | 3:1 |     |     | 5:0 |     | 6:1 |     |     |

Aktualne na 28 lutego 2015. Źródło: FaroeSoccer.com
Objaśnienia:
1Drużyna gospodarzy jest wymieniona po lewej stronie tabeli.
Kolory: zielony – zwycięstwo gospodarzy, żółty – remis, różowy – zwycięstwo gości.

## Stadiony
| Lp. | Miejscowość  | Stadion                   | Klub                     | Pojemność | Zdjęcie                   |
| --- | ------------ | ------------------------- | ------------------------ | --------- | ------------------------- |
| 1   | Argir        | Blue Water Arena          | AB Argir                 | 2000      | Blue Water Arena          |
| 2   | Fuglafjørður | Fløtugerði                | ÍF Fuglafjørður          | 3000      |                           |
| 3   | Klaksvík     | Injector Arena            | KÍ Klaksvík              | 3000      |                           |
| 4   | Norðragøta   | Serpugerði                | Víkingur Gøta            | 2000      |                           |
| 5   | Runavík      | Við Løkin                 | NSÍ Runavík              | 2000      |                           |
| 6   | Skáli        | Mýruhjalla                | Skála ÍF                 | 2000      |                           |
| 7   | Streymnes    | Við Margáir               | EB/Streymur              | 1000      |                           |
| 8   | Toftir       | Svangaskarð               | B68 Toftir               | 7000      |                           |
| 9   | Tórshavn     | Gundadalur (Ovari Vøllur) | B36 Tórshavn HB Tórshavn | 5000      | Gundadalur (Ovari Vøllur) |

## Trenerzy i kapitanowie
| Klub            | Trener               | Trener                  | Kapitan            | Kapitan |
| --------------- | -------------------- | ----------------------- | ------------------ | ------- |
| AB Argir        | Oddbjørn Joensen     | od 16 kwietnia 2014     | Jónas Stenberg     |         |
| B36 Tórshavn    | Sámal Erik Hentze    | od 26 października 2013 | Jákup á Borg       |         |
| B68 Toftir      | Jógvan Martin Olsen  | od 14 listopada 2013    | Jann Ingi Petersen |         |
| EB/Streymur     | Rúni Nolsøe          | od 20 listopada 2012    | Gert Aage Hansen   |         |
| HB Tórshavn     | Heðin Askham         | od 26 października 2013 | Fróði Benjaminsen  |         |
| ÍF Fuglafjørður | Albert Ellefsen      | od 2013                 | Bartal Eliasen     |         |
| KÍ Klaksvík     | Eyðun Klakstein      | od 12 czerwca 2013      | Hjalgrím Elttør    |         |
| NSÍ Runavík     | Trygvi Mortensen     | od 7 listopada 2013     | Klæmint Olsen      |         |
| Skála ÍF        | Pauli Poulsen        | od 17 czerwca 2014      | Teitur R. Joensen  |         |
| Víkingur Gøta   | Sigfríður Clementsen | od 1 lipca 2013         | Atli Gregersen     |         |

### Zmiany trenerów
| Klub             | Były trener          | Data odejścia        | Powód            | Nowy trener          | Data zatrudnienia    |
| ---------------- | -------------------- | -------------------- | ---------------- | -------------------- | -------------------- |
| Przed sezonem    |                      |                      |                  |                      |                      |
| B36 Tórshavn     | Mikkjal Thomassen    | 26 października 2013 |                  | Sámal Erik Hentze    | 26 października 2013 |
| HB Tórshavn      | Oddbjørn Joensen     | 26 października 2013 |                  | Heðin Askham         | 26 października 2013 |
| AB Argir         | Sámal Erik Hentze    | 26 października 2013 | Inny kontrakt    | Bill McLeod Jacobsen | 5 listopada 2013     |
| NSÍ Runavík      | Heðin Askham         | 29 października 2013 | Inny kontrakt    | Trygvi Mortensen     | 7 listopada 2013     |
| B68 Toftir       | Øssur Hansen         | 14 listopada 2013    |                  | Jógvan Martin Olsen  | 14 listopada 2013    |
| W trakcie sezonu |                      |                      |                  |                      |                      |
| AB Argir         | Bill McLeod Jacobsen | 16 kwietnia 2014     | Kwestie osobiste | Oddbjørn Joensen     | 16 kwietnia 2014     |
| Skála ÍF         | Eliesar Olsen        | 16 czerwca 2014      | Rezygnacja       | Pauli Poulsen        | 17 czerwca 2014      |

## Sędziowie
Następujący arbitrzy sędziowali poszczególne mecze Effodeildin 2014:
| Kraj        | Imię i nazwisko    | Klub          | Data urodzenia | Debiut w Effodeildin | Mecze w Effodeildin | Mecze w sezonie 2014 |
| ----------- | ------------------ | ------------- | -------------- | -------------------- | ------------------- | -------------------- |
| Wyspy Owcze | Páll Augustinussen | FC Suðuroy    | 20.05.1971     | 2001                 | 109                 | 13                   |
| Wyspy Owcze | Ransin Djurhuus    | HB Tórshavn   | 09.09.1981     | 2006                 | 132                 | 17                   |
| Wyspy Owcze | Dagfinn Forná      | NSÍ Runavík   | 30.03.1979     | 2001                 | 192                 | 19                   |
| Wyspy Owcze | Rúni Gaardbo       | NSÍ Runavík   | 27.11.1977     | 2003                 | 123                 | 15                   |
| Wyspy Owcze | Kári á Høvdanum    | Víkingur Gøta | 06.04.1990     | 2014                 | 0                   | 1                    |
| Wyspy Owcze | Rói Jacobsen       | FC Hoyvík     | 17.10.1977     | 2011                 | 18                  | 4                    |
| Wyspy Owcze | Lars Müller        | Royn Hvalba   | 28.08.1973     | 2000                 | 125                 | 16                   |
| Wyspy Owcze | Eiler Rasmussen    | Skála ÍF      | 20.05.1977     | 1997                 | 212                 | 18                   |
| Wyspy Owcze | Petur Reinert      | Víkingur Gøta | 28.02.1978     | 1997                 | 183                 | 24                   |
| Brazylia    | Alex Troleis       | B68 Toftir    | 04.06.1980     | 2011                 | 31                  | 4                    |

Prócz nich niektóre mecze gościnnie sędziowali arbitrzy z innych lig europejskich:
| Kraj      | Imię i nazwisko        | Liga          | Data urodzenia | Mecze w sezonie 2014 |
| --------- | ---------------------- | ------------- | -------------- | -------------------- |
| Szwecja   | Nermin Cisic           | Superettan    | 16.02.1983     | 1                    |
| Norwegia  | Sigurd Kringstad       | 1. divisjon   | 28.12.1987     | 1                    |
| Islandia  | Ivar Orri Kristjánsson | Úrvalsdeild   | 18.06.1989     | 1                    |
| Finlandia | Jani Laaksonen         | Veikkausliiga | 07.09.1986     | 1                    |

## Stroje i sponsorzy
| Klub | Sponsor techniczny | Sponsor strategiczny |
| --- | ------------------ | -------------------- |
| AB Argir | Adidas             | Install              |
| B36 Tórshavn | Adidas             | P/F Wenzel           |
| B68 Toftir | Nike               |                      |
| EB/Streymur | Nike               | 1                    |
| HB Tórshavn | Nike               | Auto Service         |
| ÍF Fuglafjørður | Puma               | Bank Nordik          |
| KÍ Klaksvík | Adidas             | JFK                  |
| NSÍ Runavík | Nike               | Bakkafrost           |
| Skála ÍF | Stanno             | R Transport2         |
| Víkingur Gøta | Adidas             | Vodafone             |
| Oznaczenia: - Jako sponsora technicznego należy rozumieć firmę, która dostarcza danemu klubowi sprzęt niezbędny do gry - Jako sponsora strategicznego należy rozumieć firmę, która reklamuje się na klatce piersiowej koszulki meczowej |                    |                      |

Objaśnienia:
1. Sponsorami EB/Streymur są: Thor, Atlanticpane, Bátafiskur, Norðsetur i Vermland. Każdy zawodnik nosi koszulkę z logiem jednego z nich[29].
2. Tylko niektórzy zawodnicy noszą koszulkę z logiem sponsora.

## Statystyki

### Bramki, kartki
| Kolejka             | Rozegrane mecze | Strzelone gole | Średnia goli na mecz | Pokazane kartki        | Pokazane kartki        | Średnia kartek na mecz | Kolejka         | Rozegrane mecze | Strzelone gole  | Średnia goli na mecz | Pokazane kartki        | Pokazane kartki        | Średnia kartek na mecz |
| ------------------- | --------------- | -------------- | -------------------- | ---------------------- | ---------------------- | ---------------------- | --------------- | --------------- | --------------- | -------------------- | ---------------------- | ---------------------- | ---------------------- |
| 1                   | 5               | 11             | 2,2                  | 21                     | 1                      | 4,4                    | 15              | 5               | 11              | 2,2                  | 14                     | 1                      | 3,0                    |
| 2                   | 5               | 16             | 3,2                  | 21                     | 0                      | 4,2                    | 16              | 5               | 16              | 3,2                  | 18                     | 0                      | 3,6                    |
| 3                   | 5               | 15             | 3,0                  | 25                     | 1                      | 5,2                    | 17              | 5               | 13              | 2,6                  | 16                     | 1                      | 3,4                    |
| 4                   | 5               | 12             | 2,4                  | 17                     | 2                      | 3,8                    | 18              | 5               | 6               | 1,2                  | 22                     | 2                      | 4,8                    |
| 5                   | 5               | 21             | 4,2                  | 14                     | 1                      | 3,0                    | 19              | 5               | 15              | 3,0                  | 17                     | 0                      | 3,4                    |
| 6                   | 5               | 17             | 3,4                  | 17                     | 1                      | 3,6                    | 20              | 5               | 15              | 3,0                  | 22                     | 1                      | 4,6                    |
| 7                   | 5               | 11             | 2,2                  | 19                     | 0                      | 3,8                    | 21              | 5               | 13              | 2,6                  | 17                     | 0                      | 3,4                    |
| 8                   | 5               | 20             | 4,0                  | 15                     | 0                      | 3,0                    | 22              | 5               | 14              | 2,8                  | 20                     | 3                      | 4,6                    |
| 9                   | 5               | 21             | 4,2                  | 8                      | 1                      | 1,8                    | 23              | 5               | 15              | 3,0                  | 19                     | 0                      | 3,8                    |
| 10                  | 5               | 17             | 3,4                  | 15                     | 0                      | 3,0                    | 24              | 5               | 14              | 2,8                  | 13                     | 0                      | 2,6                    |
| 11                  | 5               | 22             | 4,4                  | 26                     | 1                      | 5,4                    | 25              | 5               | 14              | 2,8                  | 17                     | 0                      | 3,4                    |
| 12                  | 5               | 15             | 3,0                  | 26                     | 1                      | 5,4                    | 26              | 5               | 21              | 4,2                  | 13                     | 1                      | 2,8                    |
| 13                  | 5               | 16             | 3,2                  | 17                     | 3                      | 4,0                    | 27              | 5               | 18              | 3,6                  | 18                     | 0                      | 3,6                    |
| 14                  | 5               | 16             | 3,2                  | 15                     | 1                      | 3,2                    |                 |                 |                 |                      |                        |                        |                        |
| Podsumowanie sezonu |                 |                |                      |                        |                        |                        |                 |                 |                 |                      |                        |                        |                        |
| Rozegrane mecze     | Rozegrane mecze | Strzelone gole | Strzelone gole       | Średnia bramek na mecz | Średnia bramek na mecz | Średnia bramek na mecz | Pokazane kartki | Pokazane kartki | Pokazane kartki | Pokazane kartki      | Średnia kartek na mecz | Średnia kartek na mecz | Średnia kartek na mecz |
| 135                 | 135             | 415            | 415                  | 3,074                  | 3,074                  | 3,074                  | 482             | 482             | 22              | 22                   | 3,733                  | 3,733                  | 3,733                  |

### Najlepsi strzelcy
Stan na 28 lutego 2015.
| Bramki | Strzelcy              | Drużyna         |
| ------ | --------------------- | --------------- |
| 22     | Klæmint A. Olsen      | NSÍ Runavík     |
| 19     | Finnur Justinussen    | Víkingur Gøta   |
| 13     | Adeshina Lawal        | B36 Tórshavn    |
| 13     | Hans Pauli Samuelsen  | EB/Streymur     |
| 12     | Fróði Benjaminsen     | HB Tórshavn     |
| 12     | Páll A. Klettskarð    | KÍ Klaksvík     |
| 10     | Andrew av Fløtum      | HB Tórshavn     |
| 10     | Árni Frederiksberg    | NSÍ Runavík     |
| 10     | Arnbjørn Hansen       | EB/Streymur     |
| 10     | Súni Olsen            | Víkingur Gøta   |
| 8      | Jákup á Borg          | B36 Tórshavn    |
| 8      | Łukasz Cieślewicz     | B36 Tórshavn    |
| 8      | Jóan Símun Edmundsson | HB Tórshavn     |
| 8      | Clayton Soares        | ÍF Fuglafjørður |
| 7      | Sorin Anghel          | AB Argir        |
| 7      | Kristin Mouritsen     | HB Tórshavn     |
| 6      | Ndende Adama Guéye    | KÍ Klaksvík     |
| 6      | Hallur Hansson        | Víkingur Gøta   |
| 6      | Róaldur Jakobsen      | B36 Tórshavn    |
| 6      | Óli Højgaard Olsen    | B68 Toftir      |
| 5      | 6 zawodników          | 6 zawodników    |
| 4      | 15 zawodników         | 15 zawodników   |
| 3      | 11 zawodników         | 11 zawodników   |
| 2      | 16 zawodników         | 16 zawodników   |
| 1      | 42 zawodników         | 42 zawodników   |
| sam.   | 11 zawodników         | 11 zawodników   |
| 2 sam. | 3 zawodników          | 3 zawodników    |

### Hat-tricki
| Gracz              | Dla             | Przeciwko       | Rezultat | Data                |
| ------------------ | --------------- | --------------- | -------- | ------------------- |
| Klæmint Olsen      | Skála ÍF        | NSÍ Runavík     | 1:5      | 23 marca 2014       |
| Arnbjørn Hansen    | EB/Streymur     | AB Argir        | 5:0      | 11 maja 2014        |
| Sorin Anghel       | ÍF Fuglafjørður | AB Argir        | 1:4      | 18 maja 2014        |
| Klæmint Olsen      | AB Argir        | NSÍ Runavík     | 0:7      | 25 maja 2014        |
| Árni Frederiksberg | NSÍ Runavík     | Skála ÍF        | 6:1      | 1 czerwca 2014      |
| Klæmint Olsen      | NSÍ Runavík     | AB Argir        | 3:1      | 14 września 2014    |
| Páll Klettskarð    | KÍ Klaksvík     | Skála ÍF        | 3:0      | 1 października 2014 |
| Andrew av Fløtum   | AB Argir        | HB Tórshavn     | 1:3      | 5 października 2014 |
| Hallur Hansson     | Víkingur Gøta   | ÍF Fuglafjørður | 5:0      | 5 października 2014 |

## Nagrody
Na koniec sezonu FSF Føroya przyznał nagrody dla najlepszych graczy sezonu. Początkowo najlepszym graczem roku miał zostać Łukasz Cieślewicz, jednak po ponownym przeliczeniu głosów dostrzeżono błąd i nagrodę ostatecznie dostał Adeshina Lawal. Ostateczne wyniki prezentowały się więc następująco:
| Nagroda             | Piłkarz               | Drużyna       |
| ------------------- | --------------------- | ------------- |
| Piłkarz Roku        | Adeshina Lawal        | B36 Tórshavn  |
| Trener Roku         | Sámal Erik Hentze     | B36 Tórshavn  |
| Bramkarz Roku       | Teitur Gestsson       | HB Tórshavn   |
| Obrońca Roku        | Johan Troest Davidsen | HB Tórshavn   |
| Pomocnik Roku       | Łukasz Cieślewicz     | B36 Tórshavn  |
| Napastnik Roku      | Adeshina Lawal        | B36 Tórshavn  |
| Młody Zawodnik Roku | Bárður Hansen         | Víkingur Gøta |
| Sędzia Roku         | Lars Müller           |               |
| Nagroda Fair Play   | B36 Tórshavn          | B36 Tórshavn  |

### Drużyna Roku
Portal in.fo przyznał także nagrodę dla drużyny roku w ustawieniu 4-4-2:
| Pozycja    | Piłkarz              | Drużyna       |
| ---------- | -------------------- | ------------- |
| Bramkarz   | Teitur Gestsson      | HB Tórshavn   |
| Obrońcy    | Hørður Askham        | B36 Tórshavn  |
| Obrońcy    | Jóhan Davidsen       | HB Tórshavn   |
| Obrońcy    | Bárður Hansen        | Víkingur Gøta |
| Obrońcy    | Alex Mellemgaard     | B36 Tórshavn  |
| Pomocnicy  | Łukasz Cieślewicz    | B36 Tórshavn  |
| Pomocnicy  | Árni Frederiksberg   | NSÍ Runavík   |
| Pomocnicy  | Hallur Hansson       | Víkingur Gøta |
| Pomocnicy  | Hans Pauli Samuelsen | EB/Streymur   |
| Napastnicy | Adeshina Lawal       | B36 Tórshavn  |
| Napastnicy | Klæmint Olsen        | NSÍ Runavík   |

### Bramka Roku
FSF Føroya co miesiąc przyznawał nagrodę dla Najlepszego Gola Miesiąca, by ostatecznie spośród zwycięzców wyłonić Najlepszego Gola Roku. Nagrodę tę uzyskał Jóhan Dávur Højgaard z B68 Toftir.
| Miesiąc              | Piłkarz               | Drużyna         | Mecz                                                         | % głósów na Bramkę roku |
| -------------------- | --------------------- | --------------- | ------------------------------------------------------------ | ----------------------- |
| Marzec               | Róaldur Jakobsen      | B36 Tórshavn    | AB Argir – B36 Tórshavn 1 – 2 Blue Water Stadium, 22.03.2014 | 21%                     |
| Kwiecień             | Jákup á Borg          | B36 Tórshavn    | ÍF Fuglafjørður – B36 Tórshavn 2 – 5 Fløtugerði, 21.04.2014  | 7%                      |
| Maj                  | Fróði Benjaminsen     | HB Tórshavn     | KÍ Klaksvík – HB Tórshavn 1 – 2 Injector Arena, 25.05.2014   | 14%                     |
| Czerwiec/Lipiec      | Niels Pauli Danielsen | EB/Streymur     | HB Tórshavn – EB/Streymur 1 – 2 Gundadalur, 9.06.2014        | 24%                     |
| Sierpień             | Clayton Soares        | ÍF Fuglafjørður | ÍF Fuglafjørður – Víkingur Gøta 2 – 2 Fløtugerði, 4.08.2014  | 7%                      |
| Wrzesień/Październik | Jóhan Dávur Højgaard  | B68 Toftir      | B68 Toftir – AB Argir 1 – 2 Svangaskarð, 1.10.2014           | 27%                     |